# Anticheta nigra
Anticheta nigra är en tvåvingeart som beskrevs av Karl 1921. Anticheta nigra ingår i släktet Anticheta och familjen kärrflugor. Arten har ej påträffats i Sverige. Inga underarter finns listade i Catalogue of Life.